# Can Jordi (Riudellots de la Selva)
La Can Jordi és una urbanització dels municipis de Riudellots de la Selva a la comarca de la Selva i d'Aiguaviva al Gironès. En el cens de 2006 tenia 94 habitants.